# Basisstation

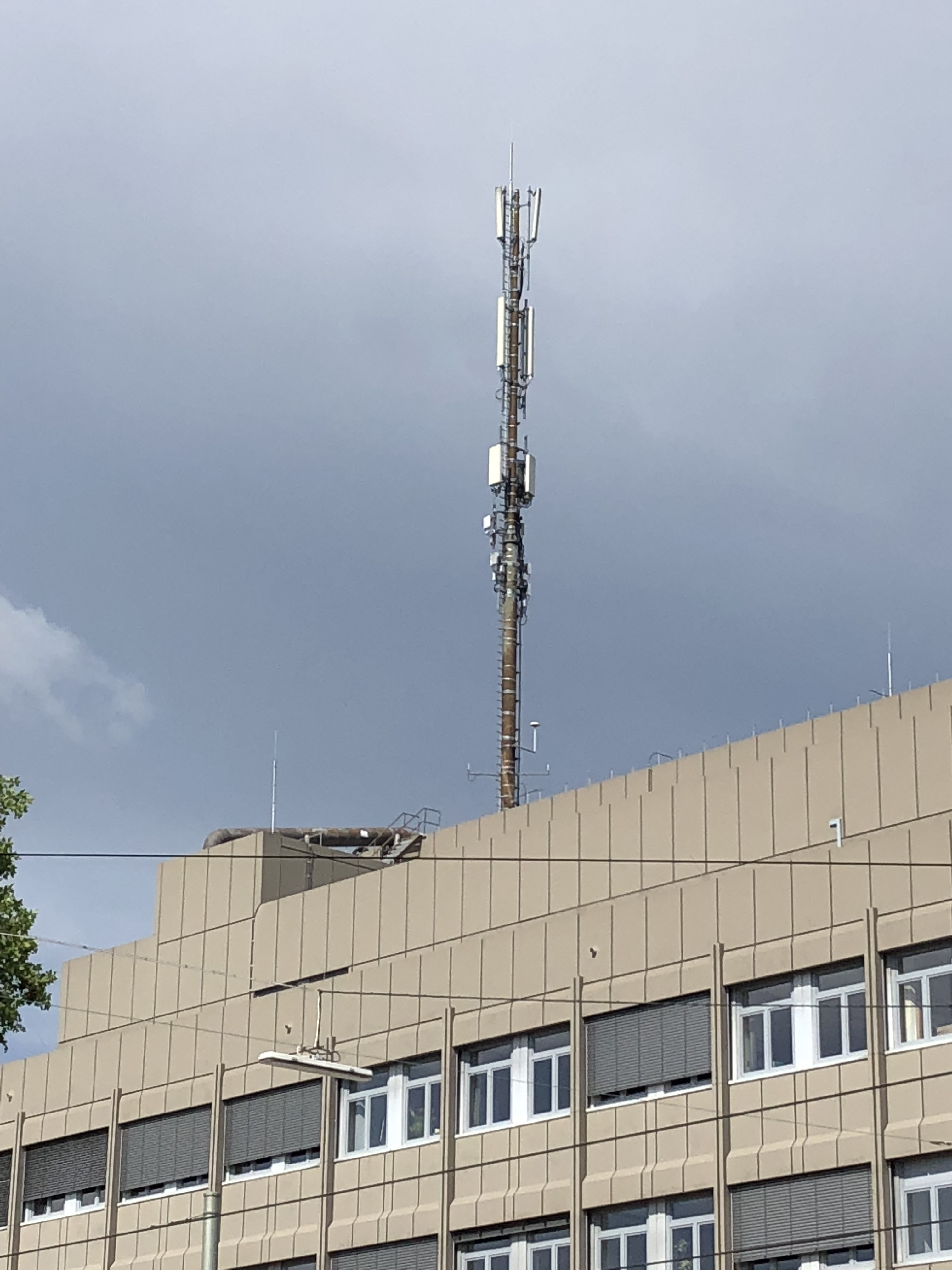
Mobilfunkmast auf einem Hausdach

Eine Basisstation ist eine ortsfeste Übertragungseinrichtung für Funksignale von Mobilfunknetzen, von Schnurlostelefonen und von drahtlosen Netzwerken.

## Schnurlos-Telefone

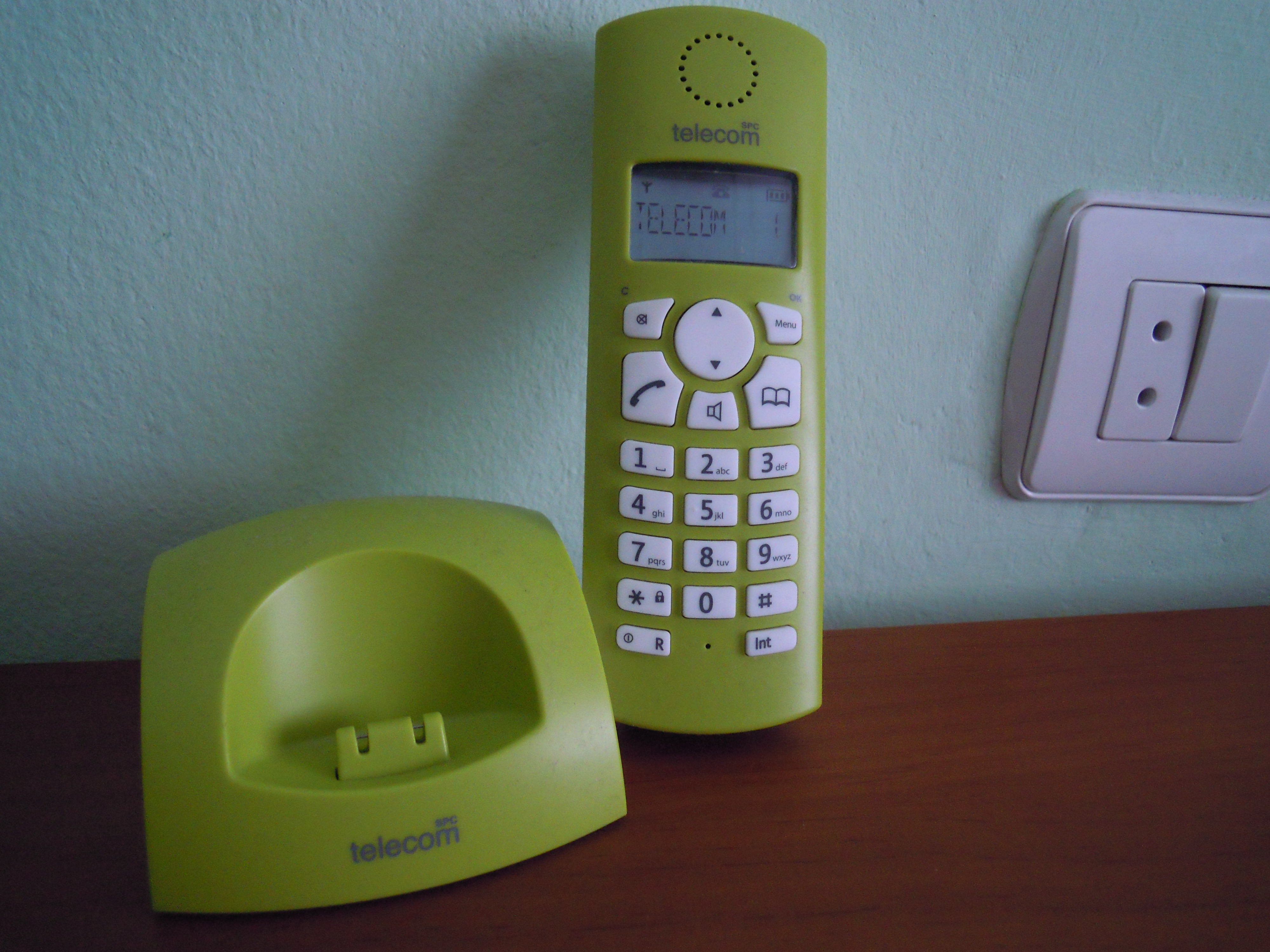
Basisstation (links) für ein schnurloses Festnetz-Telefon (rechts)

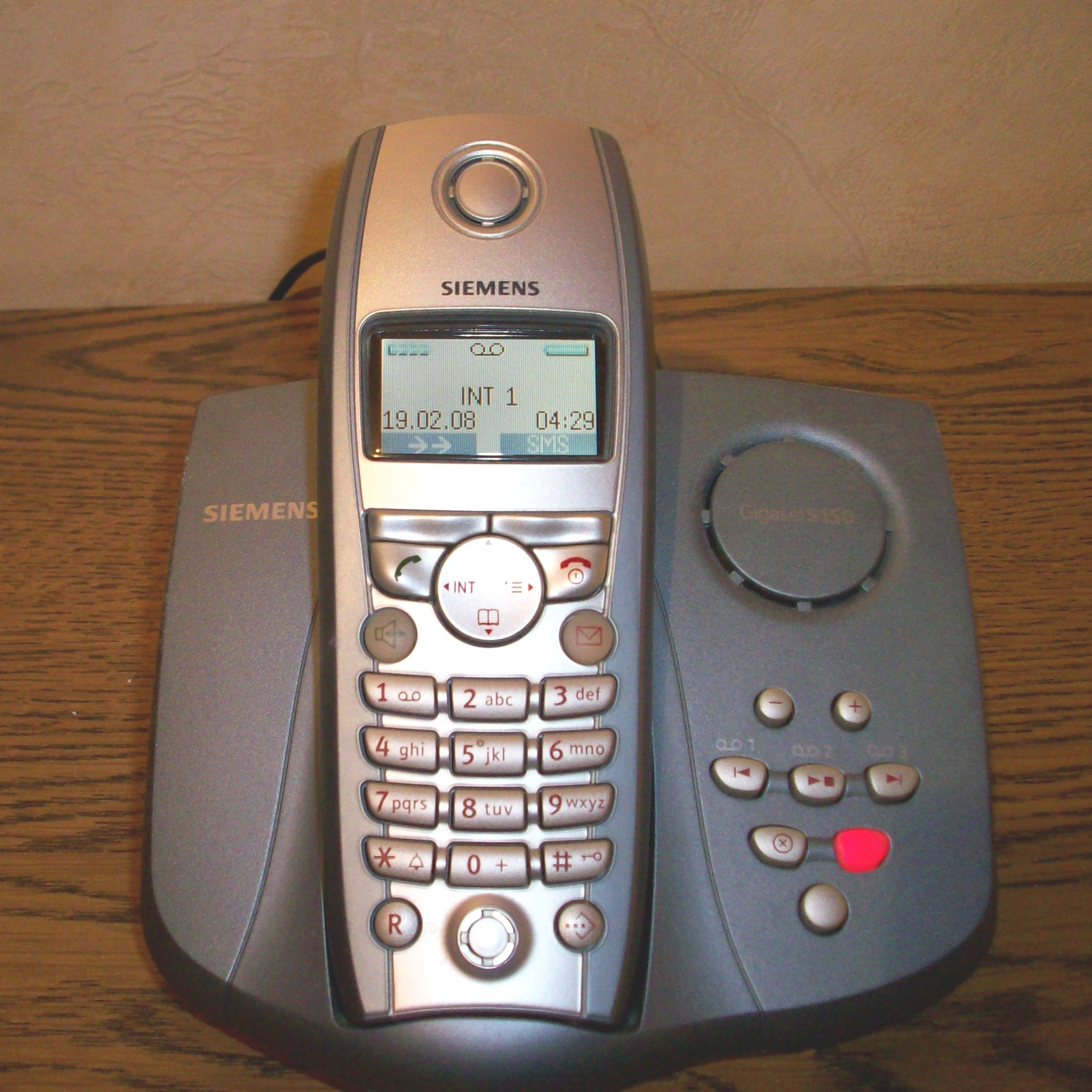
Basisstation mit integriertem Anrufbeantworter und eingestecktem Telefon

Im Bereich des Festnetzes bezeichnet der Begriff Basisstation den stationären Teil eines Schnurlostelefons, der mit einem Kabel an das Festnetz angeschlossen ist. Die Aufgabe der Basisstation besteht darin, die Signale aus der Telefondose in Funksignale umzuwandeln und an die Mobilteile zu übermitteln – und umgekehrt.
Früher erfolgte die Übertragung analog nach dem Standard CT1 bzw. später CT1+ (CT = Cordless telephone). Später wurde mit CT2 eine digitale Übertragung eingeführt. Da aber CT1, CT1+ und CT2 teilweise auf den Frequenzen des GSM-Standards senden und es zu Störungen des Mobilfunknetzes kam, endete am 31. Dezember 2008 die Genehmigung zum Betrieb solcher Schnurlostelefone in Deutschland.
Heute wird die digitale Übertragung gemäß dem DECT-Standard verwendet. DECT wurde vom Europäischen Institut für Telekommunikationsnormen (ETSI) für Europa definiert.
Meistens ist die Basisstation gleichzeitig eine Ladestation und besitzt einen integrierten Anrufbeantworter. An eine Basisstation können bis zu 6 Mobilteile angemeldet werden, mit denen man auch untereinander telefonieren kann.
Es gibt auch Funk-TAEs (d. h. Steckdosen), die an die Basisstation angemeldet werden und den Anschluss z. B. von Faxgeräten ermöglichen.
Der Funkverkehr zwischen Schnurlos-Telefon und Basisstation erfolgt in Deutschland im Frequenzbereich von 1880 bis 1900 MHz mit einer durchschnittlichen Sendeleistung von 10 mW (Spitzenleistung 250 mW). Die mittlere Leistung steigt mit jedem angemeldeten Mobilteil und beträgt im Ruhezustand ein Viertel des Wertes bei aktiven Gesprächen. Die erlaubten Grenzwerte der auf den Benutzer wirkenden Strahlungsleistungsdichte gleichen denen der Mobiltelefone (9,5 Watt pro Quadratmeter bei 1900 MHz). Während Mobiltelefone über eine Leistungsregelung verfügen, ist dies im DECT-Standard nicht vorgesehen.

## Mobilfunk
Im Bereich des Mobilfunks bezeichnet der Begriff Basisstation eine ortsfeste Landfunkstelle als ortsfest Funkstelle des mobilen Landfunkdienstes. Typische Funkanwendungen sind u. a. GSM-, UMTS-, WiMAX-, LTE-, 5G- oder TETRA-Netzes als Netzelement oder Standort.

### Standorte

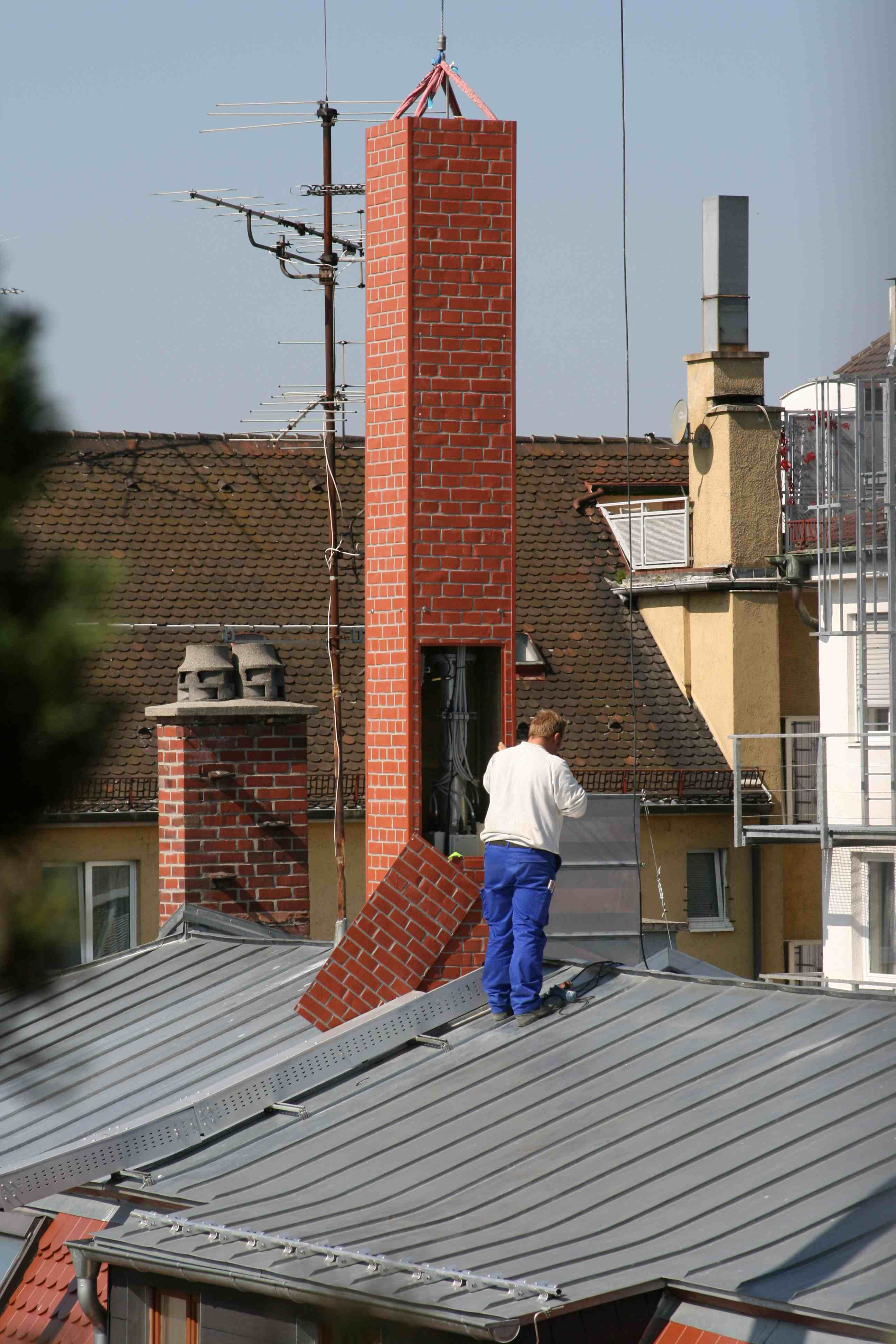
Ein als Schornstein getarnter Sendemast

Da in zellulären Mobilfunknetzen für eine flächendeckende Versorgung viele Sender benötigt werden, müssen diese an den unterschiedlichsten Standorten realisiert werden.
Viele Mobilfunkstandorte befinden sich auf privaten oder öffentlichen Gebäuden. Dazu werden Antennenträger oder ein kleiner Stahlrohrmast – ggf. mit einer Steigleiter versehen – auf das Flach- oder Steildach aufgesetzt. In manchen Fällen werden die Antennen auch an der Fassade installiert. Eine Montage auf oder an Gebäuden, die dem Denkmalschutz unterstehen, ist nur in Ausnahmefällen möglich. Mit entsprechender Verkleidung aus glasfaserverstärktem Kunststoff (GFK) kann man Antennenträger und Antennen verstecken. Häufig wird diese Tarnung als Schornstein ausgeführt, der sich in Farbe und Form dem Gebäude oder den bereits vorhandenen Schornsteinen anpasst.
Auch Kirchtürme können Sendeeinrichtungen für den Mobilfunk tragen. Die Antennen werden in den meisten Fällen hinter den Schallfenstern des Glockenturms montiert, so dass sie von außen nicht zu erkennen sind und das Erscheinungsbild des Turms nicht beeinträchtigen.
Aufgrund der Symbolik von Kirchtürmen wird mancherorts von einer Aufstellung von Antennen im Gotteshaus abgesehen, viele Bistümer und Gemeinden haben die Vermietung von kirchlichen Liegenschaften aus ethischen Gründen und umweltpolitischer Rücksicht auf die Nachbarschaft untersagt. Nicht selten ist das kontraproduktiv, da Kirchtürme aus Sicht des Immissionsschutzes oft die besseren (da höheren) Standorte wären und zu einer Entlastung der Nachbarschaft führen würden.
Auf der Spitze von Wassertürmen können im Regelfall problemlos Sendeantennen für Mobilfunk installiert werden, da diese Bauwerke sehr massiv ausgeführt sind und oft schon für die Aufnahme von Antennen für Relaisstationen des BOS-Funks oder ähnlicher Funkdienste ausgelegt sind. Manchmal müssen aber Mobilfunkantennen aus Gründen des Denkmalschutzes oder der Ästhetik verkleidet werden. Bei ausgedienten Türmen oder Türmen mit ausreichenden Räumlichkeiten wird die Technikeinheit im Inneren des Turms untergebracht, ansonsten ist ein Container neben dem Turm erforderlich.
Wie auf Wassertürmen können auch auf Aussichtstürmen Mobilfunkantennen installiert werden. Insbesondere wenn der Turm schon Antennen für andere Dienste (z. B. BOS-Funkdienste) trägt, stellt ihre Installation üblicherweise kein Problem dar.
Bei manchen Aussichtstürmen ist zu beachten, dass sie unter Denkmalschutz stehen. In diesem Fall sind die Antennen so zu montieren und farblich so zu gestalten, dass sie das Erscheinungsbild des Turms möglichst nicht beeinträchtigen.
In Industriegebieten und an Stellen, an denen geeignet hohe Dachstandorte nicht zur Verfügung stehen, können Mobilfunkantennen an vorhandenen Schornsteinen angebracht werden. Häufig wird diese Möglichkeit von mehreren Mobilfunknetzbetreibern gleichzeitig genutzt, da es sich um eine kostspielige Standortvariante handelt. Häufig muss der Schornstein vor Anbringung der Antennen komplett saniert werden. Wenn die Nutzung des Schornsteins als Kamin aufgegeben worden ist, stellt die Anbringung von Antennen eine genehmigungspflichtige Nutzungsänderung dar. Die Hauptnutzung wandelt sich dann von Kamin zu einem Antennenträger um, in seltenen Fällen kann diese Nutzung nicht genehmigungsfähig sein und seitens der Behörden untersagt werden.

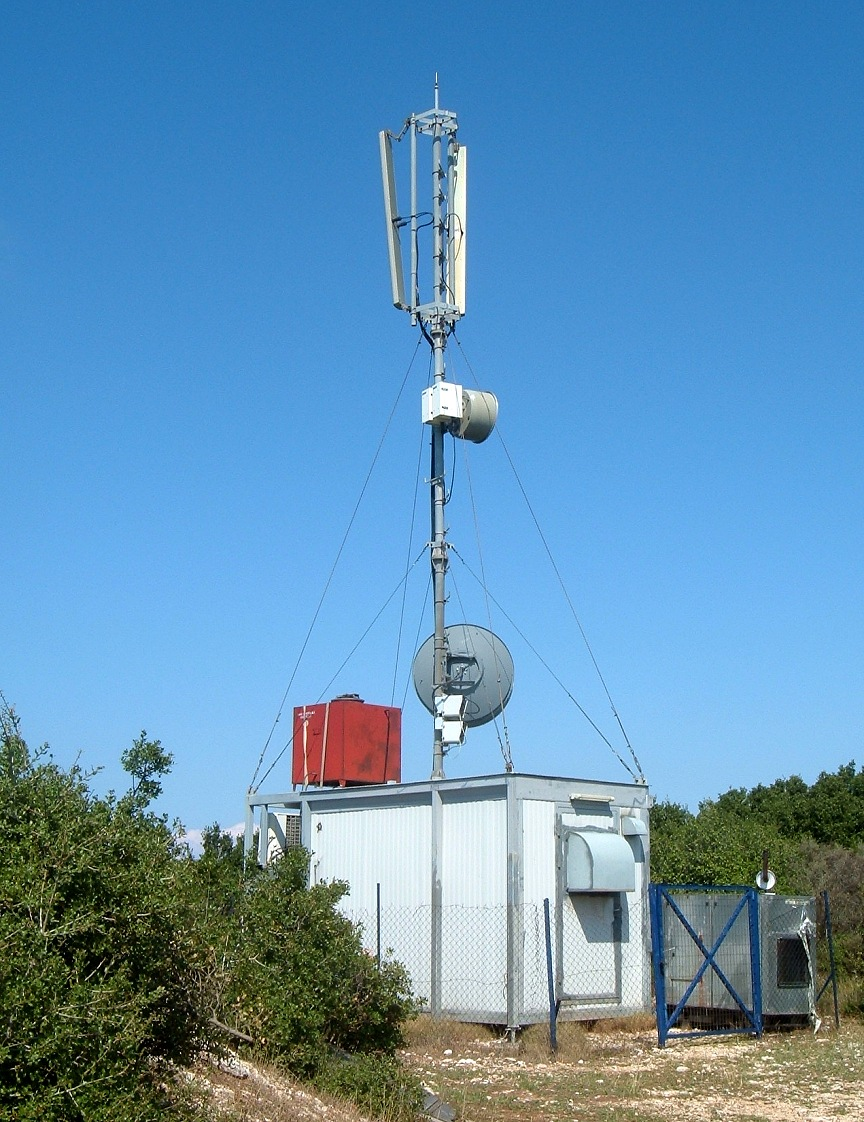
Autarke BTS

Mobile Basissendeempfängerstationen (BTS, von Base Transceiver Station) erhöhen die Kapazität vor Ort. Beispielsweise wären die vorhandenen BTS bei Großveranstaltungen schnell überlastet. Autarke BTS sind von Versorgungsleitungen unabhängig. Das Bild rechts zeigt einen BTS-Container. Zwei Mobilfunkantennen strahlen leicht geneigt in ein Tal und kommunizieren mit Handys in der Umgebung. Zwei Richtfunkantennen halten den Kontakt zur Basisstations-Steuereinrichtung (BSC, von Base Station Controller) aufrecht und leiten die Anrufe weiter. Der Dieselgenerator rechts im Bild versorgt die Einheit mit elektrischer Energie.

### Mobilfunk-Sendetürme und -masten

#### Nutzung bestehender Sendetürme
Mobilfunksende- und Empfangseinrichtungen können an bestehenden Sendetürmen (z. B. an Fernseh- oder Fernmeldetürmen) oder Sendemasten (z. B. an Fernsehumsetzer) installiert werden.
Je nach Bauart des Antennenträgers und verfügbarem Platz werden die Geräte in einer vorhandenen Turmkanzel oder in einem Gebäude neben dem Turm untergebracht.
Wie auch Sendeantennen für UKW-Sender können auch Mobilfunkantennen auf gegen Erde isolierten Sendemasten, die beim Betrieb eines Senders für längere Wellen Spannung gegen Erde führen, installiert werden. Hierzu muss die Antennenzuleitung für die Mobilfunkantenne durch das Innere einer Sperrdrossel, die zwischen Sendemast und Erde geschaltet wird und die mit einem parallel geschalteten Kondensator die Sendefrequenz des Senders, der den isolierten Mast als Antenne nutzt, sperrt, geführt werden.

#### Spezielle Masten für Mobilfunk

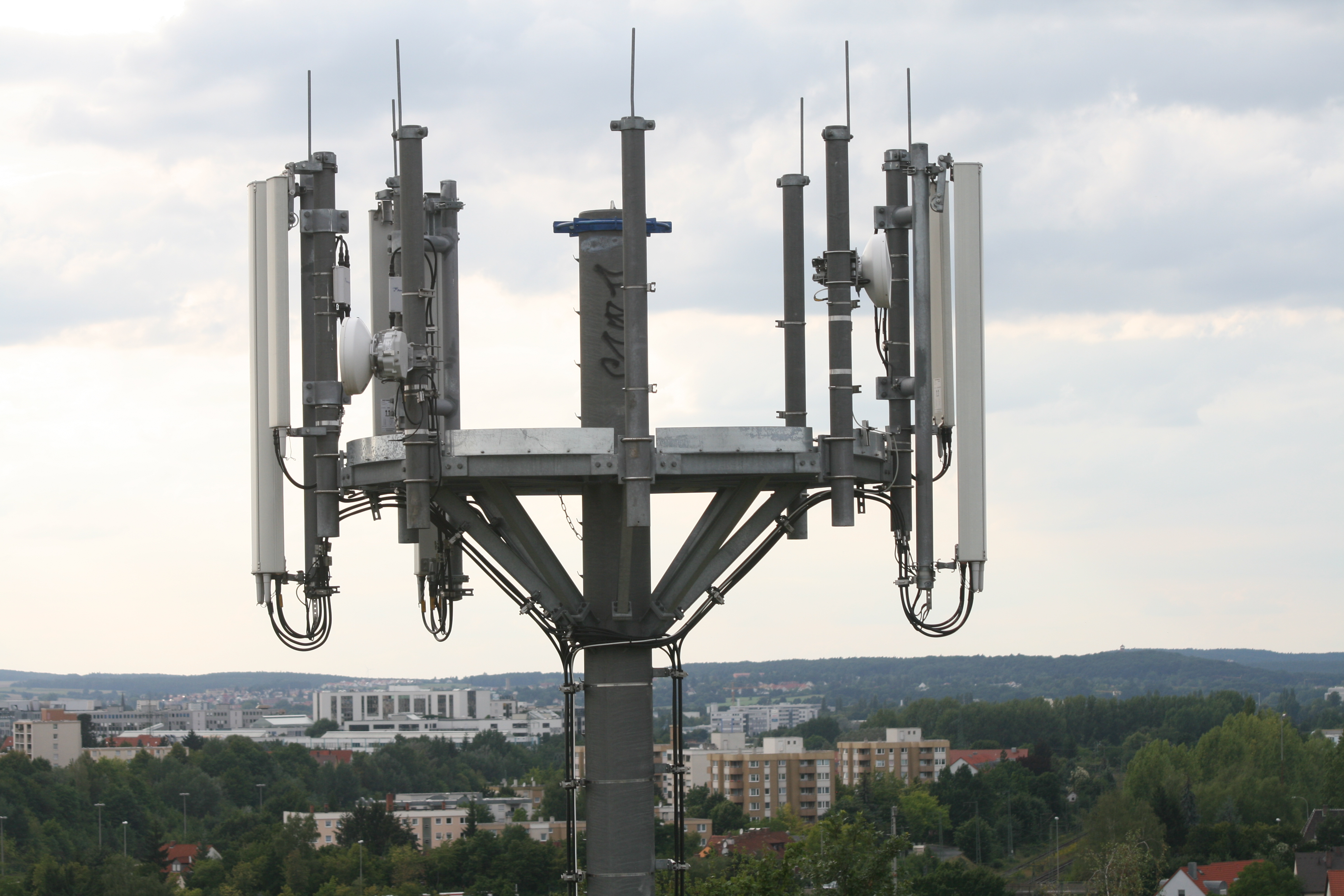
Nürnberg, Mast auf dem „Schweinauer Buck“

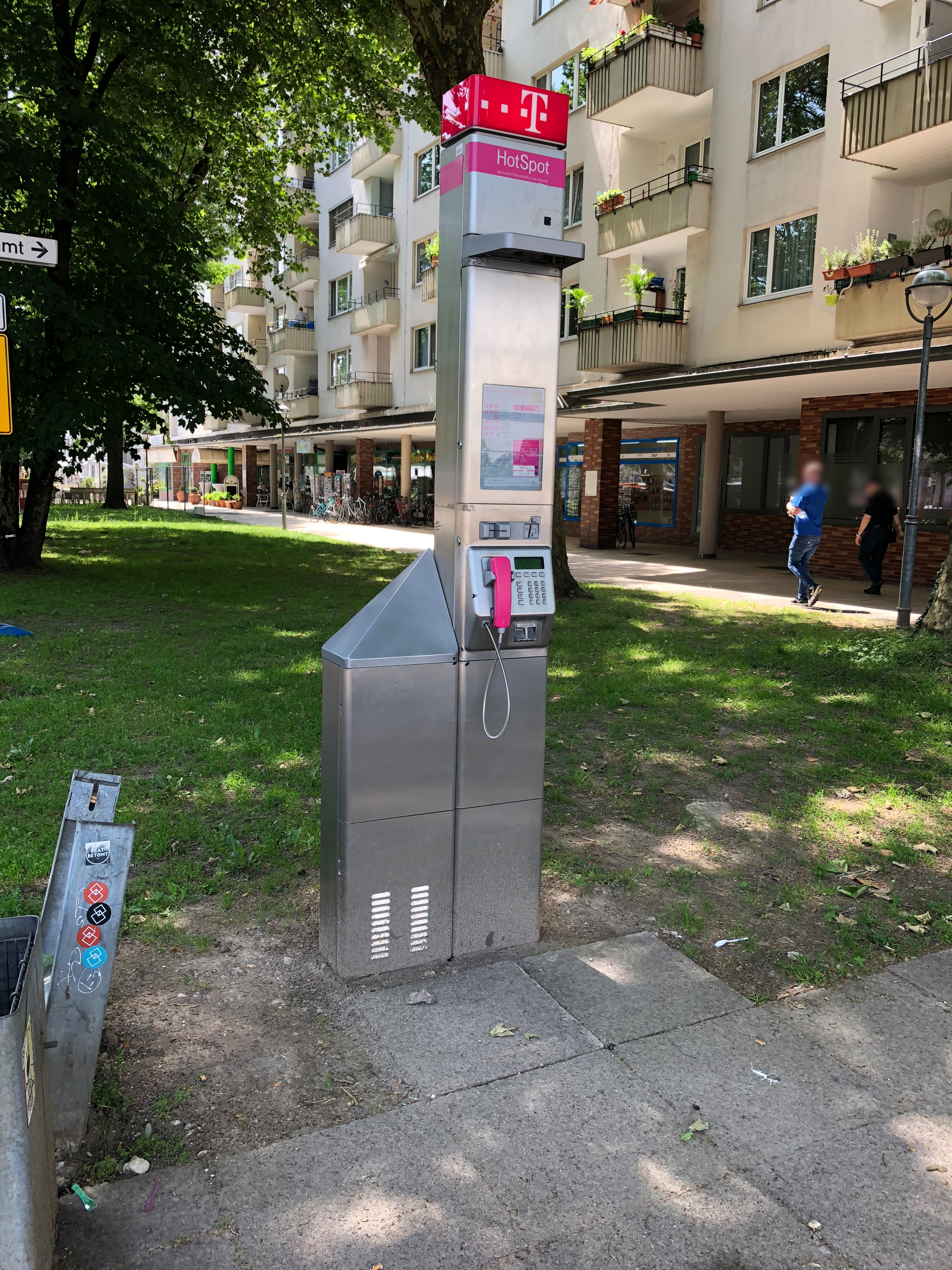
In Telefonzelle verbaute LTE Small Cell zur Kapazitätserweiterung

Häufig müssen für Mobilfunk-Basisstationen freistehende Masten errichtet werden. Es sind Stahlbeton-, Stahlrohr- oder Stahlfachwerkkonstruktionen. Abgespannte Masten sind in Deutschland unüblich, da sie wegen der Pardunenfundamente einen erhöhten Platzbedarf aufweisen.
Betontürme sind schwerer als Stahltürme, haben dafür aber weniger Wartungsaufwand (Rostschutz).
Die für Mobilfunksender errichteten Türme sind im Regelfall nicht höher als 70 Meter und tragen oft auch Richtfunkantennen bis 3 m Durchmesser für Richtfunkverbindungen zu größeren Richtfunkknoten oder zu weiteren Basisstationen.
Auch Antennen für andere Funkdienste sind oft mit auf dem Mobilfunk-Mast (z. B. UKW/DAB- und Fernsehumsetzer).
Im Unterschied zu größeren Fernmeldetürmen verfügen Mobilfunktürme üblicher Bauart nicht über hochgelegene Betriebsräume. Alle technischen Geräte sind entweder in einem Container oder in einem oder mehreren Technikschränken neben dem Turm untergebracht.
Viele Antennenträger ab etwa 15 Meter Höhe besitzen runde oder eckige Wartungsplattformen für die Antennenanlagen.

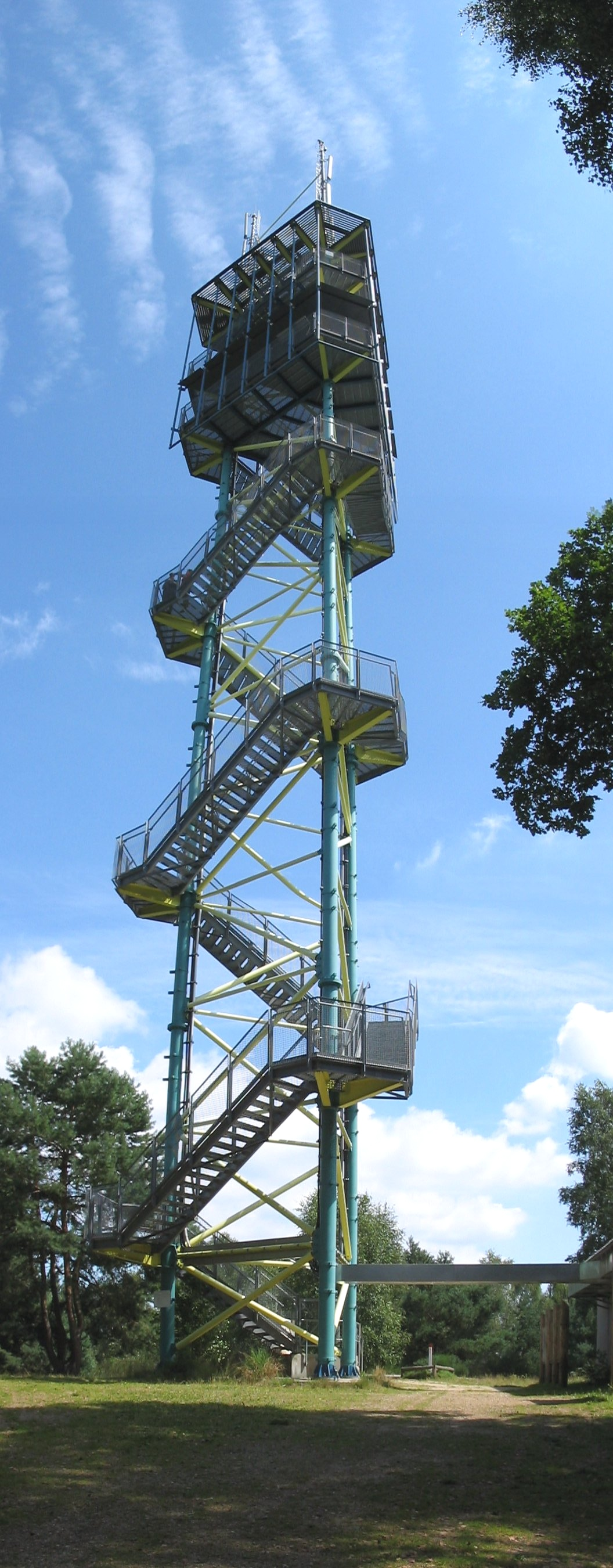
Käflingsbergturm, Multifunktionsturm mit Mobilfunk-Station, Feuerwacht- und Besucherplattform

Einige Sendetürme für Mobilfunk wurden auf Wunsch der Gemeinde, auf deren Gebiet sie stehen, mit einer für die Öffentlichkeit über eine Treppe zugängliche Aussichtsplattform ausgestattet. In Deutschland findet man solche Türme in Schöppingen, im Fort-Fun-Vergnügungspark, im Müritz-Nationalpark, Groß Reken Melchenberg, auf dem Schomberg und auf dem Gräbersberg in Alpenrod. Auch in Tschechien gibt es einige derartige Türme.
Ein besonderer Mobilfunkturm ist auch der Funkturm Rottenbuch, denn er ist im Unterschied zu anderen Mobilfunktürmen eine Holzkonstruktion.
Für Großveranstaltungen, wie zum Beispiel das Oktoberfest richten die meisten Netzanbieter auch zusätzliche Kanalkapazitäten durch Errichtung temporärer BTS ein.
Hier werden Stahlmaste aufgestellt, die sich meistens mehrere Netzanbieter teilen.

#### Freileitungsmasten

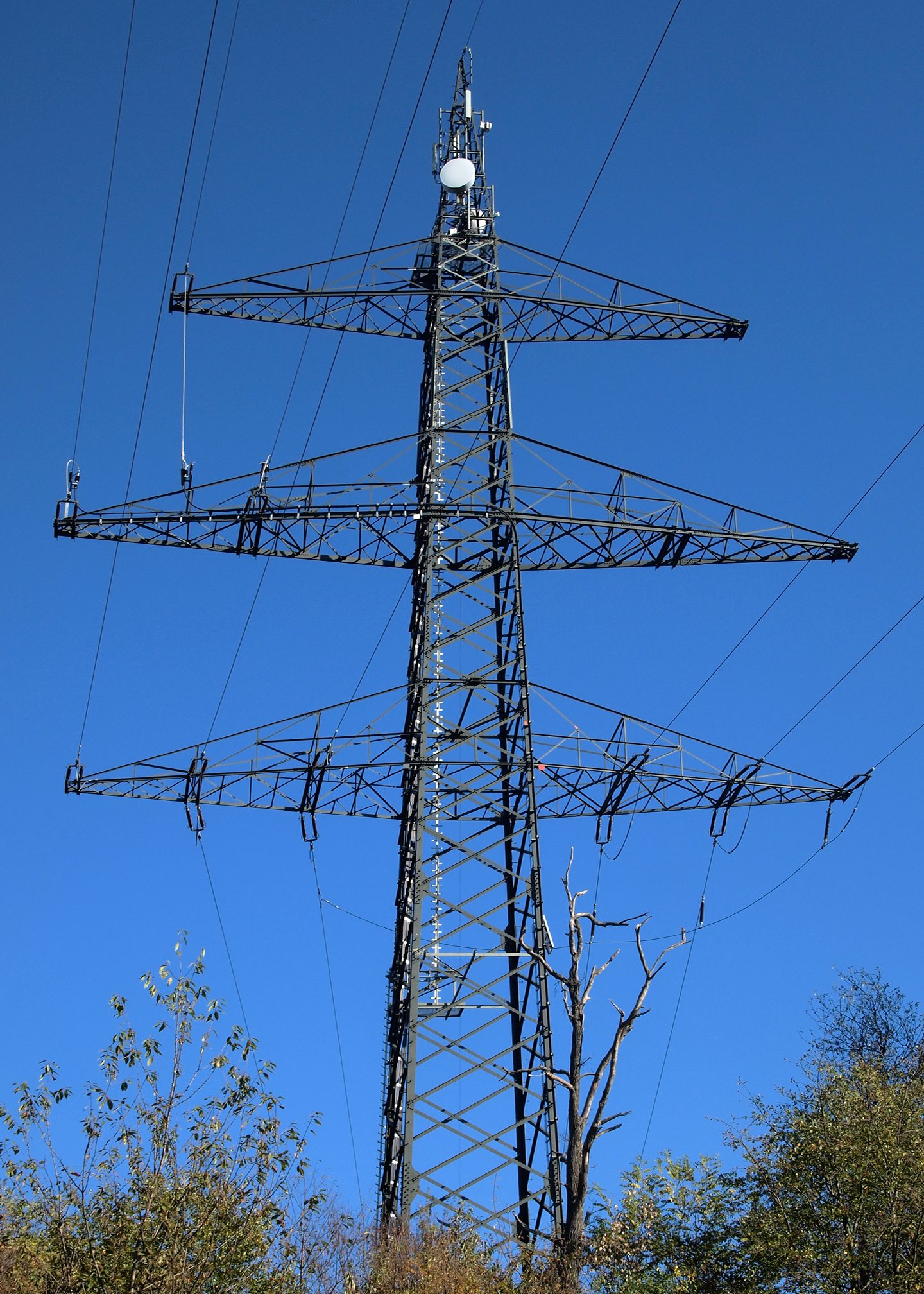
Hochspannungsmast mit Mobilfunk

Auch auf Freileitungsmasten werden häufig Sendeeinrichtungen für den Mobilfunk (üblicherweise inklusive Richtfunkanbindung zu einem größeren Netzknoten) installiert. Im Regelfall werden hierfür wegen der erforderlichen Höhe und aus statischen Gründen Maste von 380-kV-Leitungen verwendet, allerdings werden auch nicht selten insbesondere auf höheren und stabileren Masten von 220- und 110-kV-Leitungen Mobilfunkstationen eingerichtet. Maste von Bahnstromleitungen werden nur selten hierfür herangezogen.
Auch auf Masten von Freileitungen für Mittelspannung (10–30 kV) und sogar Niederspannung (0,4 kV) können Mobilfunkantennen für kleinere Mobilfunkstationen installiert werden.
Die Sende- und Empfangsgeräte werden meist in einem Container oder einem Schaltschrank unter oder neben dem Mast untergebracht.

#### Schornsteine
Große Schornsteine können ebenfalls Mobilfunkantennen tragen. Wenn der Schornstein über Wartungsplattformen verfügt, werden diese im Regelfall dort angebracht. Auch eine Montage am Schaft ist möglich.
Wenn der Schornstein nicht mehr als solcher genutzt werden soll, dann können die Antennen auch auf der Spitze angebracht werden. Es gibt auch Schornsteinattrappen aus Kunststoff für die Dachmontage, in deren Innern Mobilfunkantennen angebracht sein können.

#### Gebäude
Mobilfunkantennen werden auf geeigneten Gebäuden auf den Dächern derselben montiert. Oft sind diese offen sichtbar, weil dies die kostengünstigste Variante ist.

#### Getarnte Antennen

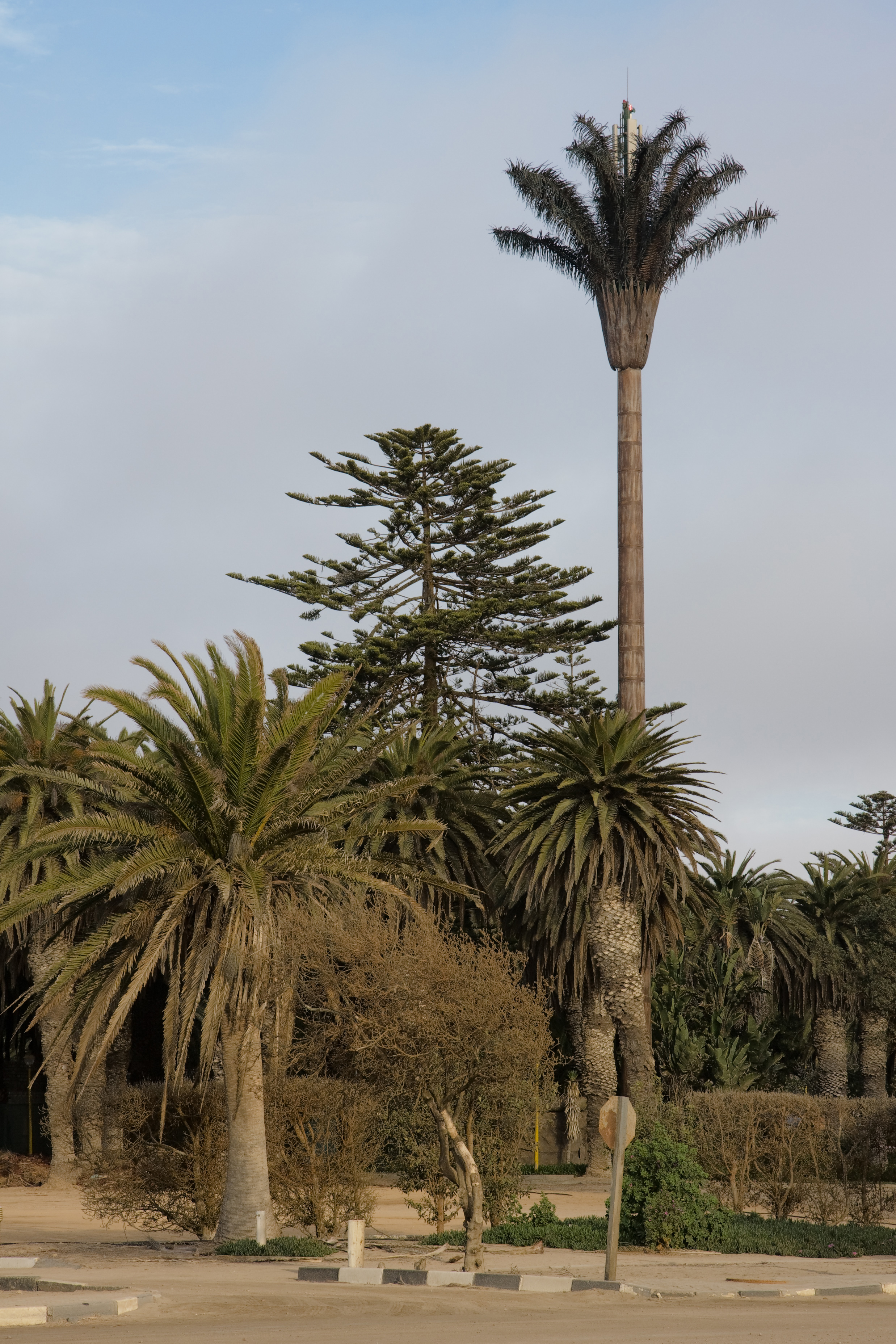
Als Palme getarnte Antenne

Die Netzanbieter sehen sich einerseits wegen Protesten und andererseits wegen gewünschtem Netzausbau gezwungen, viele Antennen zu tarnen. Auch der Denkmalschutz oder der Schutz des Landschaftsbildes kann ein Grund sein, die Antennen zu verbergen. Es gibt zum Beispiel Schornsteinattrappen aus Kunststoff, um Antennen auf Dächern zu tarnen.
Die Montage von Mobilfunkantennen an unter Denkmalschutz stehenden Gebäuden bietet durch Mieteinnahmen die Möglichkeit, deren Erhaltung mit zu finanzieren.
Es gibt Mobilfunktürme, die in ihrem Erscheinungsbild Bäumen nachempfunden sind und sich so besser in die Landschaft einfügen sollen. Solche Konstruktionen stehen in verschiedenen Varianten, je nach Klima des Aufstellungsorts in verschiedenen Versionen (Palme, Kiefer usw.) kommerziell zur Verfügung.

#### Mikrozellen
An bestimmten Punkten in den Innenstädten ist die Netzauslastung deutlich erhöht. Aus diesem Grund richten manche Netzbetreiber sogenannte Mikrozellen ein. Diese haben eine sehr eingeschränkte Reichweite von selten mehr als 200 Meter. Sie dienen lediglich dazu, benachbarte Funkzellen zu entlasten. Die Antennen werden in geringer Höhe beispielsweise an Fassaden von Gebäuden, in Leuchtreklamen, an Straßenlaternen oder auf Litfaßsäulen installiert.
Sogenannte Indoor-Mikrozellen (auch als Pikozellen bezeichnet) kommen in stark frequentierten Gebäuden wie Einkaufszentren, Messehallen, Bahnhöfen oder Flughafenterminals zum Einsatz.
Es gibt auch mobile Mikrozellen, die mit einem Fahrzeug transportiert werden können und zu bestimmten Anlässen aufgestellt werden (z. B. bei Konzerten oder Fußballspielen).

#### Tunnel-Funkversorgung
Viele Netzanbieter wollen ihren Kunden auch unterirdisch eine Netzversorgung bieten. Hier werden meist mehrere U-Bahn-Stationen mit jeweils mehreren Antennen zu einer BTS zusammengefasst. Die Versorgung geschieht aufgrund der großen Entfernung und der damit verbunden hohen Dämpfungen des Mobilfunksignals in der Regel über ein optisches Repeaternetzwerk. Die Verteilung des (analogen) Mobilfunksignals erfolgt nicht über Koaxialkabel, sondern wird über Lichtwellenleiter realisiert. In einem zentralen Betriebsraum, in der die Basisstationen der Netzbetreiber und die Master-Unit untergebracht sind, wird das analoge HF-Signal elektrisch/optisch gewandelt und von dort aus über Lichtwellenleiter an die einzelnen Remote-Units verteilt, die das Signal optisch/elektrisch wieder zurückwandeln, verstärken und über Antennen bzw. Schlitzkabel abstrahlen. Ein weiterer Vorteil dieser Technik ist, dass mehrere Remote-Units mit der gleichen Frequenz versorgt werden können, d. h. die Funkzelle kann sich über mehrere U-Bahn-Stationen erstrecken. Dadurch ist es möglich, Basisstationen einzusparen.
Die Abstrahlung des HF-Signals in die Tunnelröhren wird über Schlitzkabel entlang der Röhrenwände oder über Richtantennen, die meist an den Tunneleingängen platziert werden, realisiert.

#### Sonstige Standorte

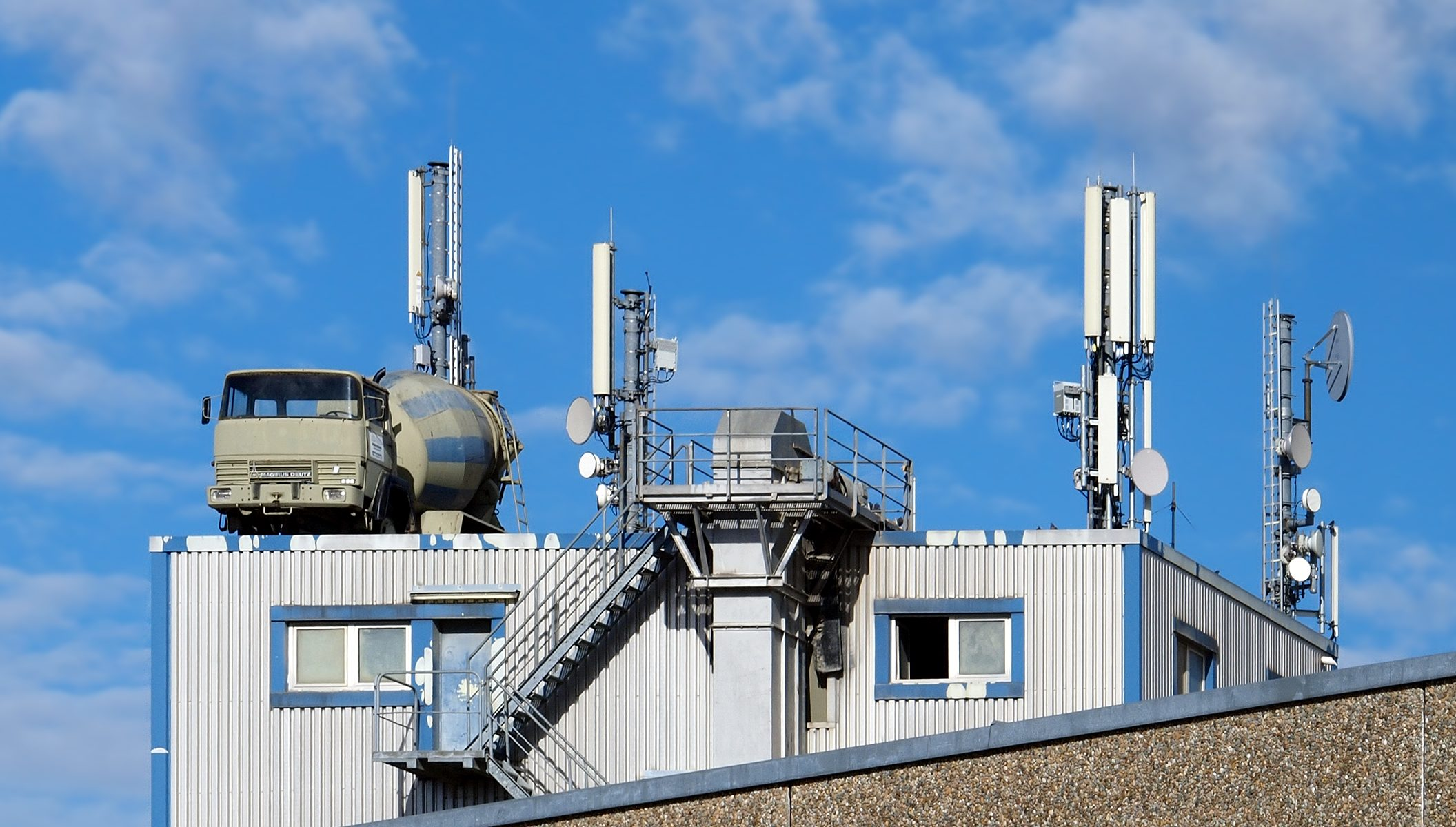
Vier Masten auf einem Betonwerk

Mobilfunkantennen können auch an sehr ungewöhnlichen Standorten installiert werden. In den USA ist die Montage von Mobilfunkantennen an künstlichen Bäumen weit verbreitet.

#### Bildergalerie

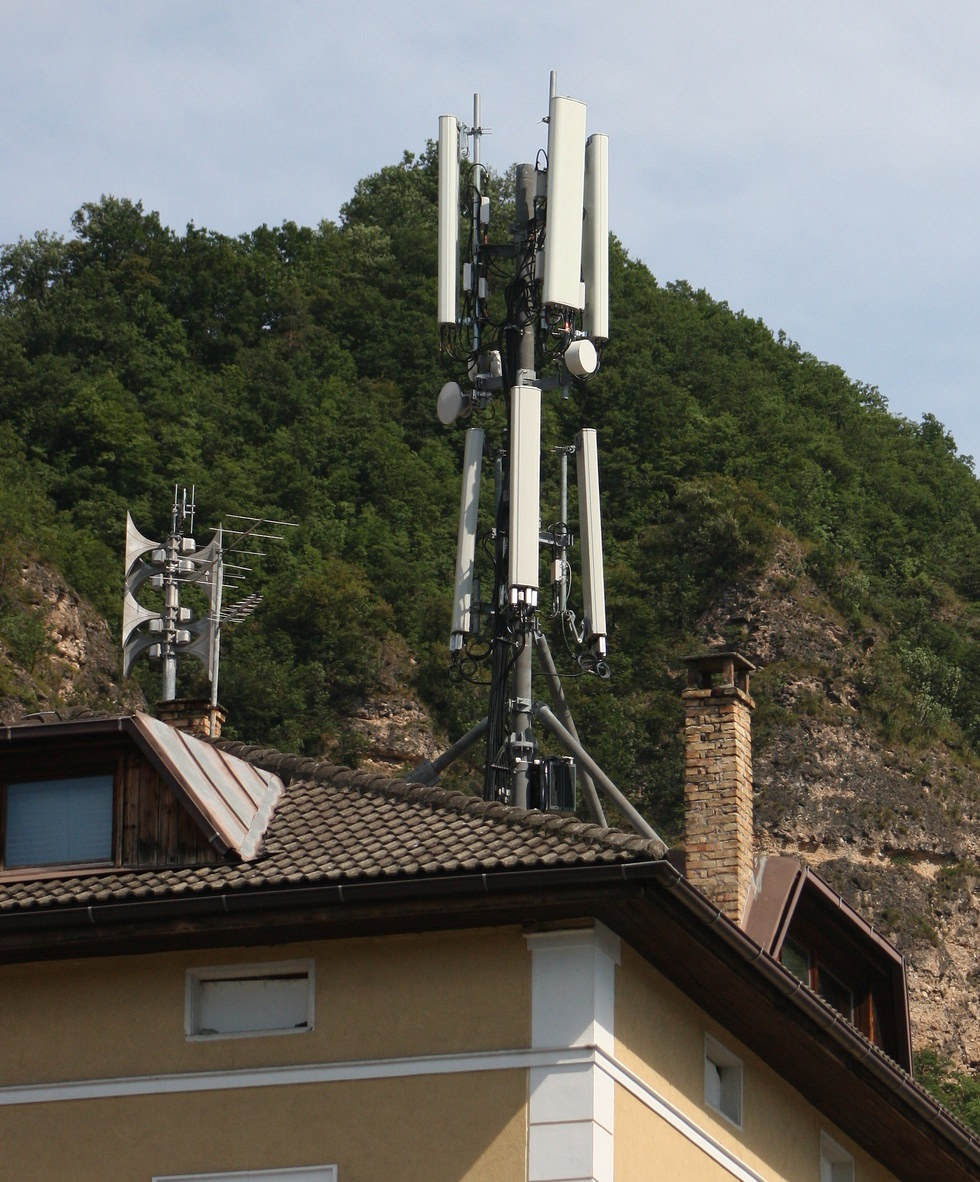
Mobilfunkstation auf einem Haus.
Mobilfunkmast in Kuba
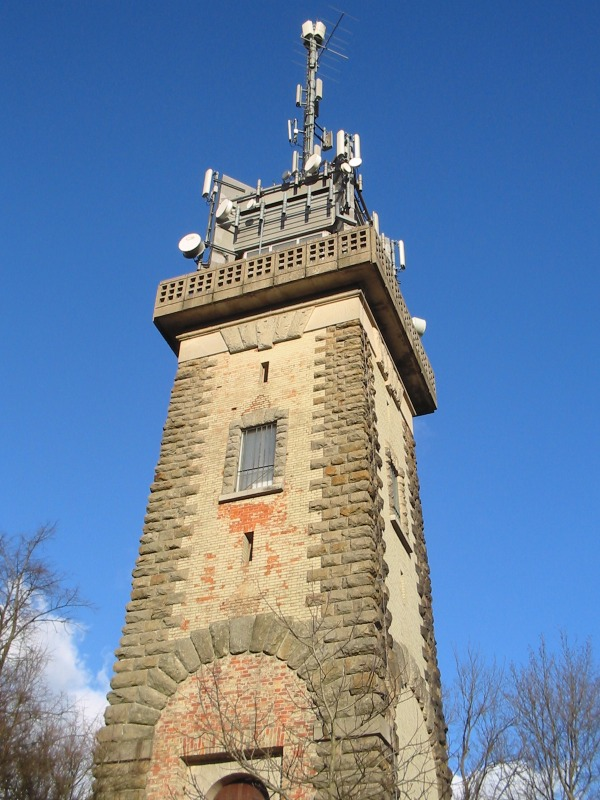
Mobilfunkantennen auf einem Turm.
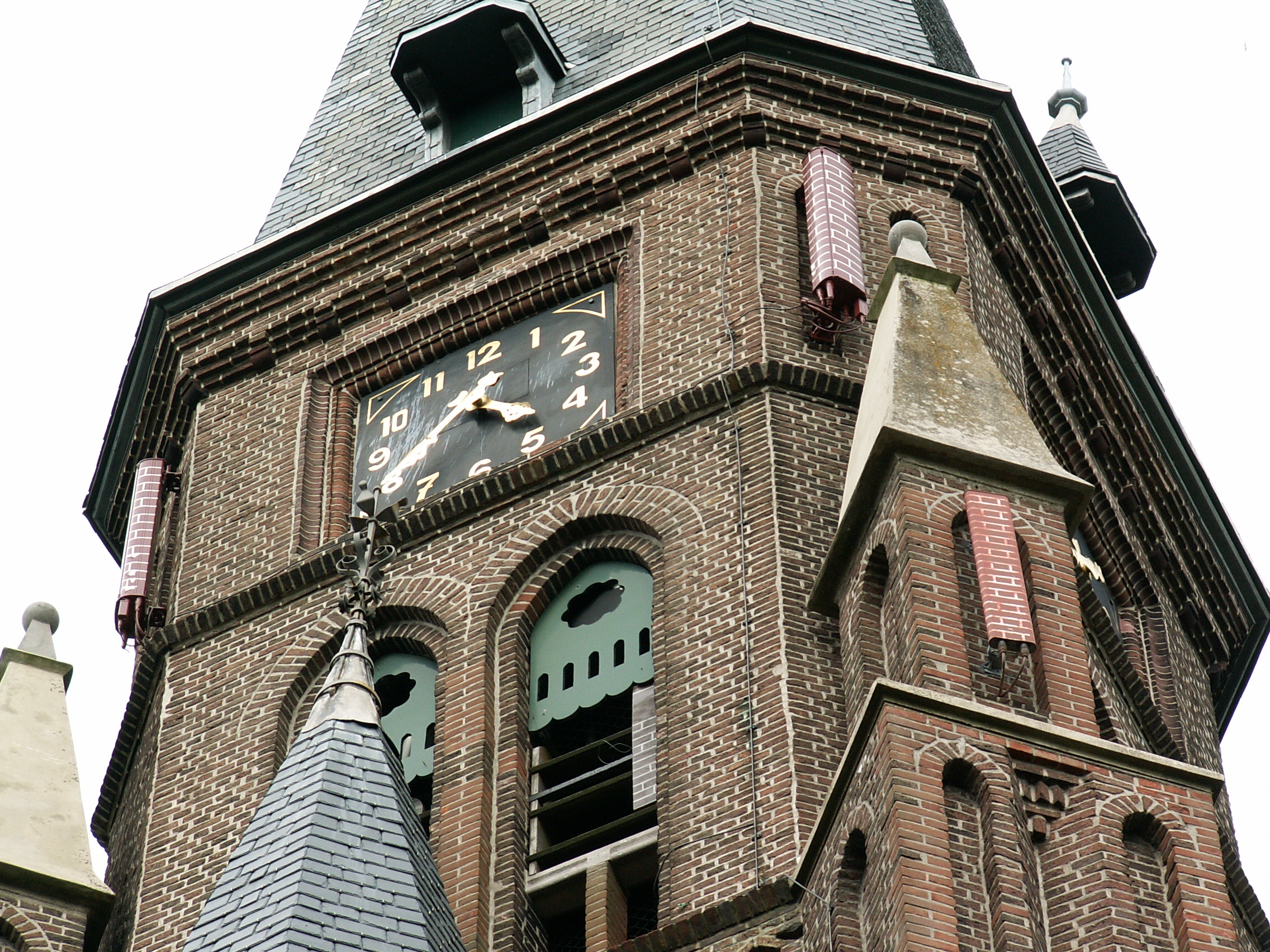
Mobilfunkantennen an einem Kirchturm.
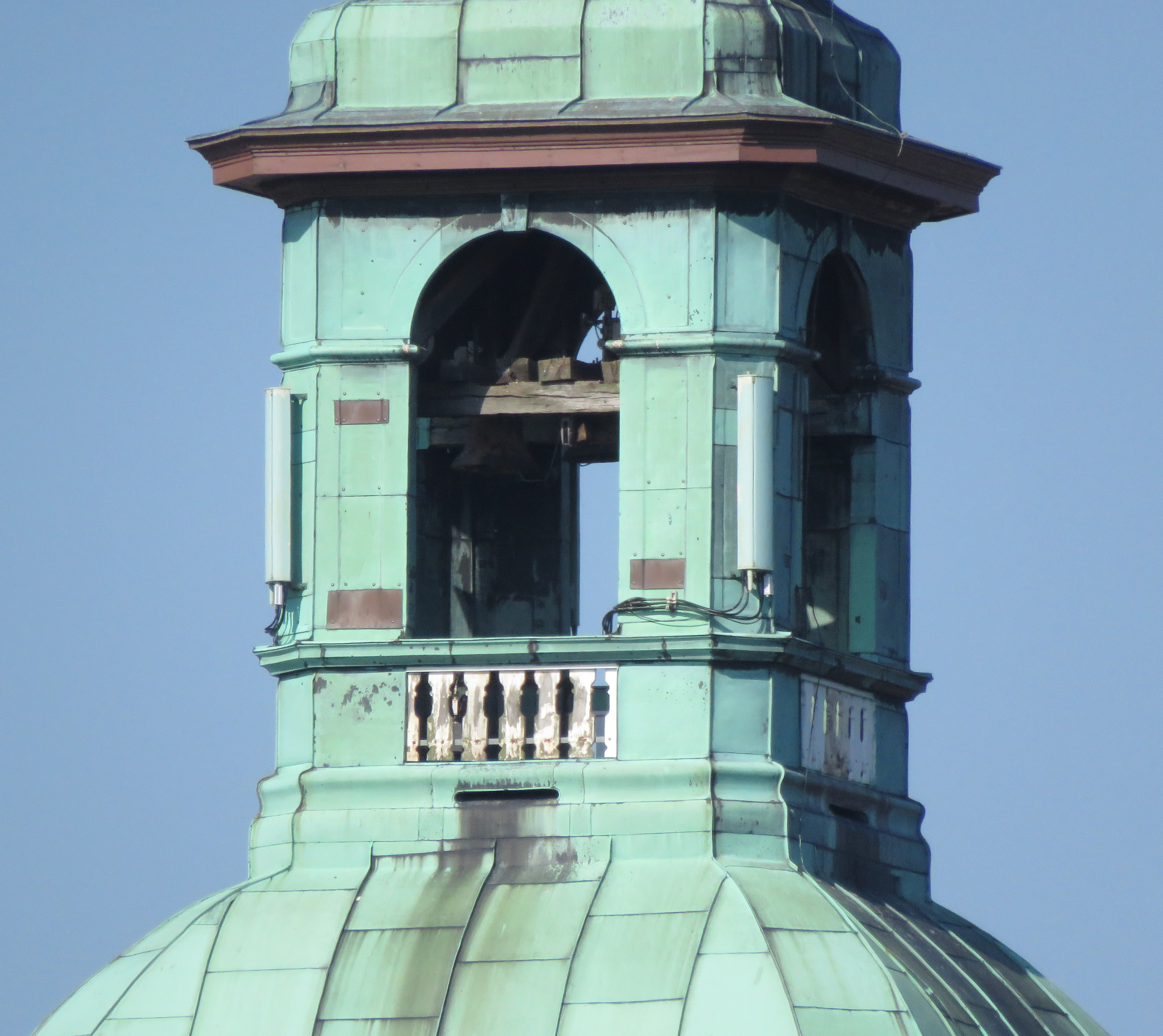
Denkmalgerechte Mobilfunkantennen an einem Kirchturm
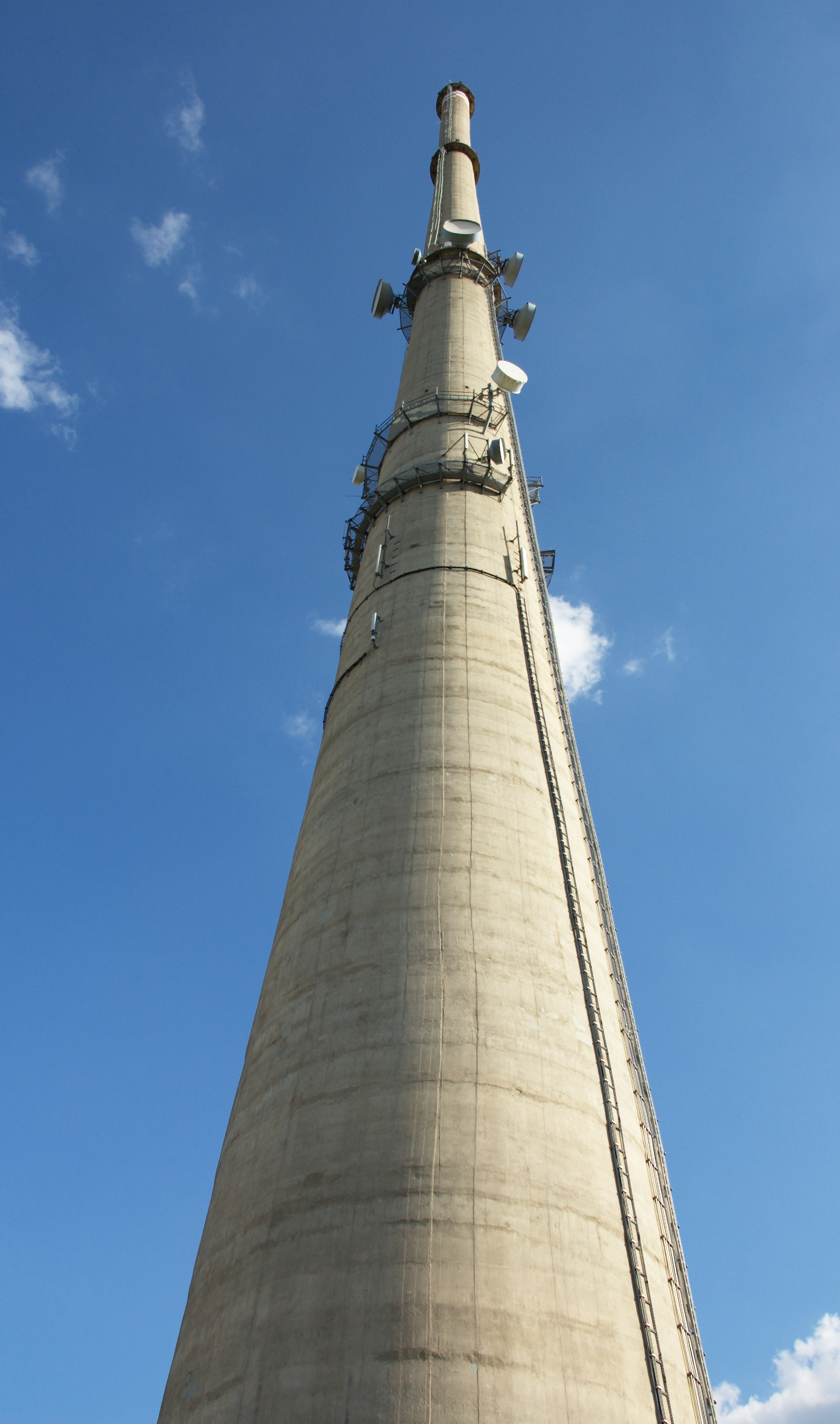
BTS an einem Schornstein.
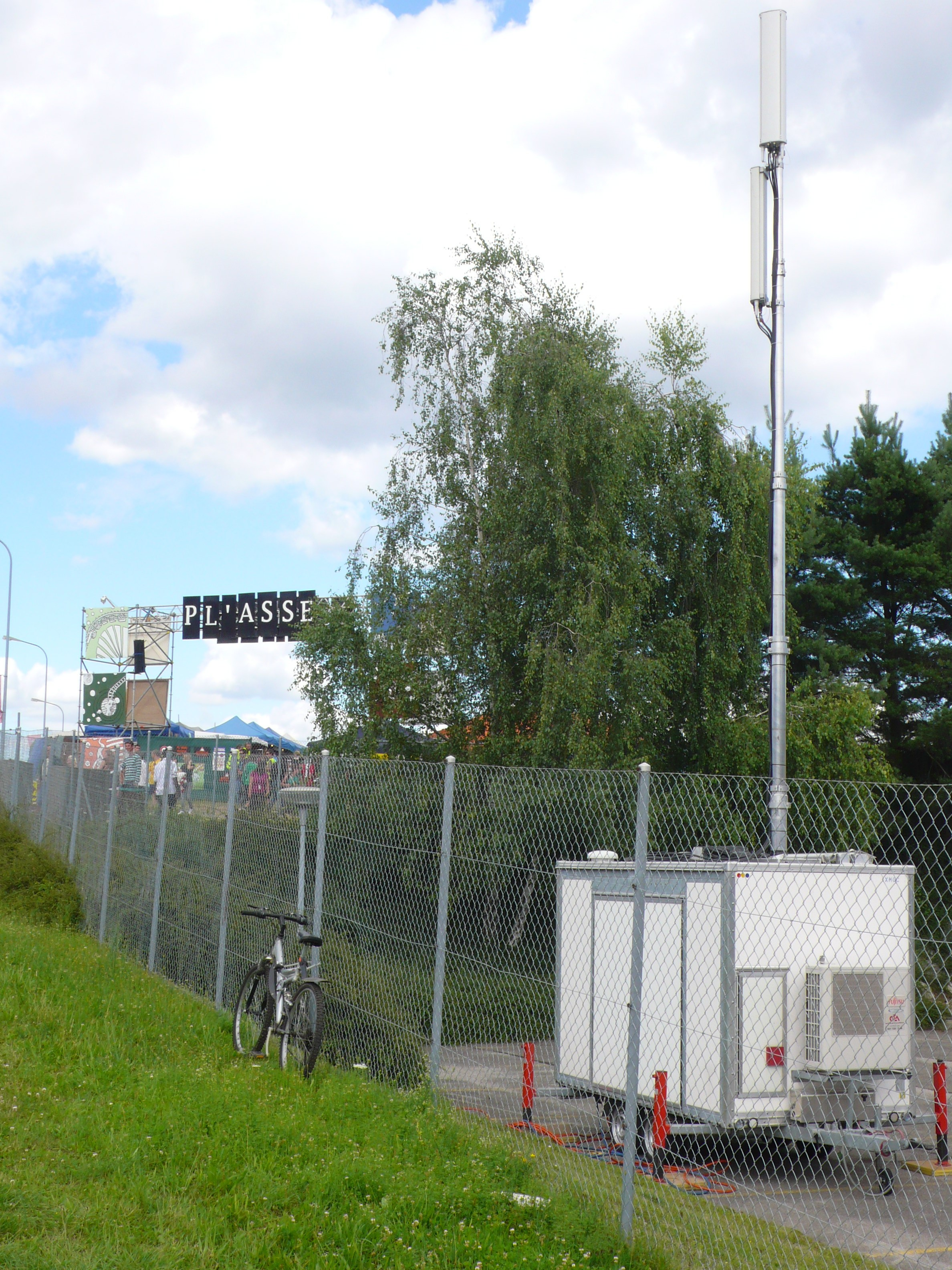
Mobile BTS
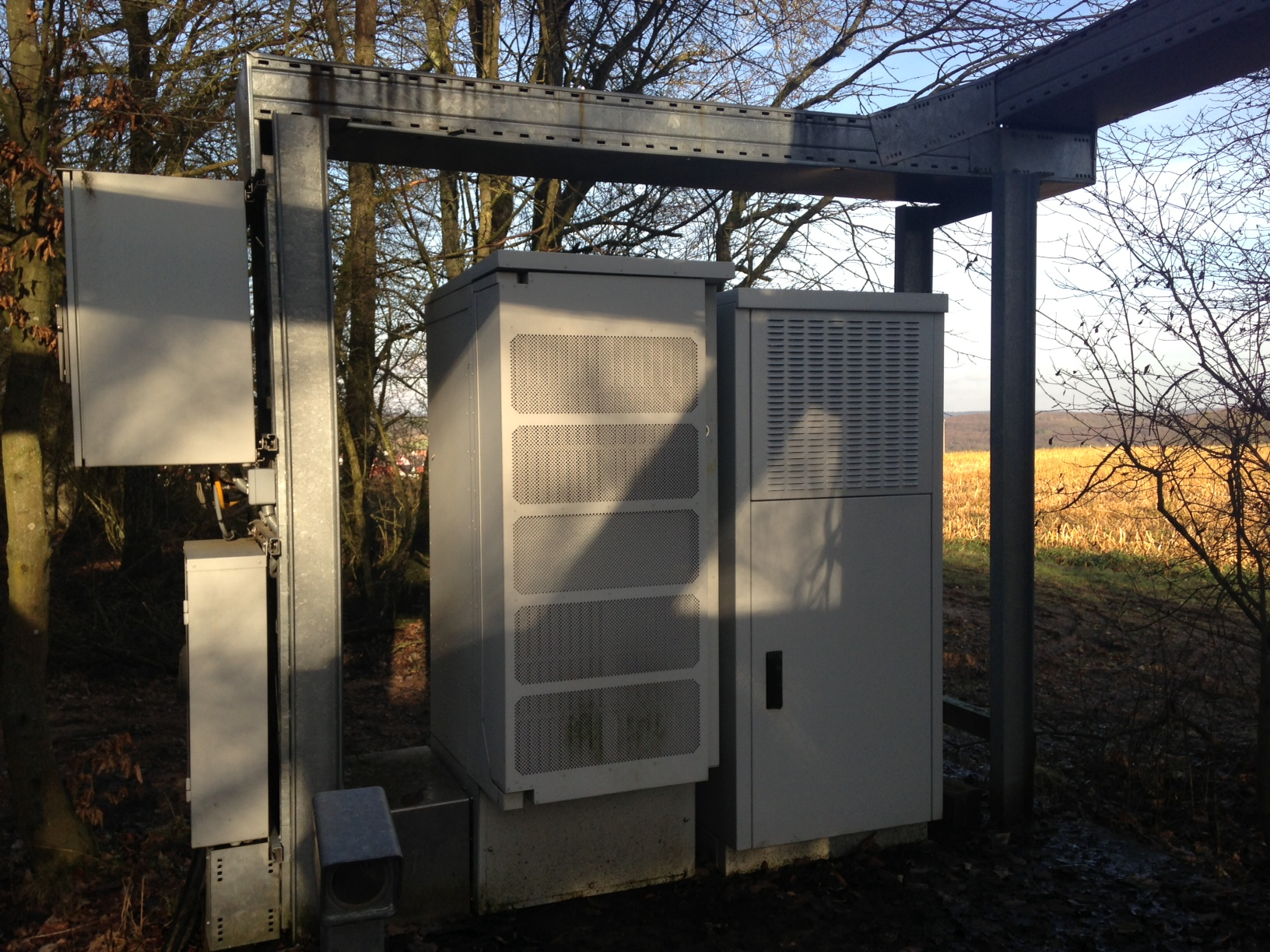
Geräte-Schränke für GSM und 3G BTS
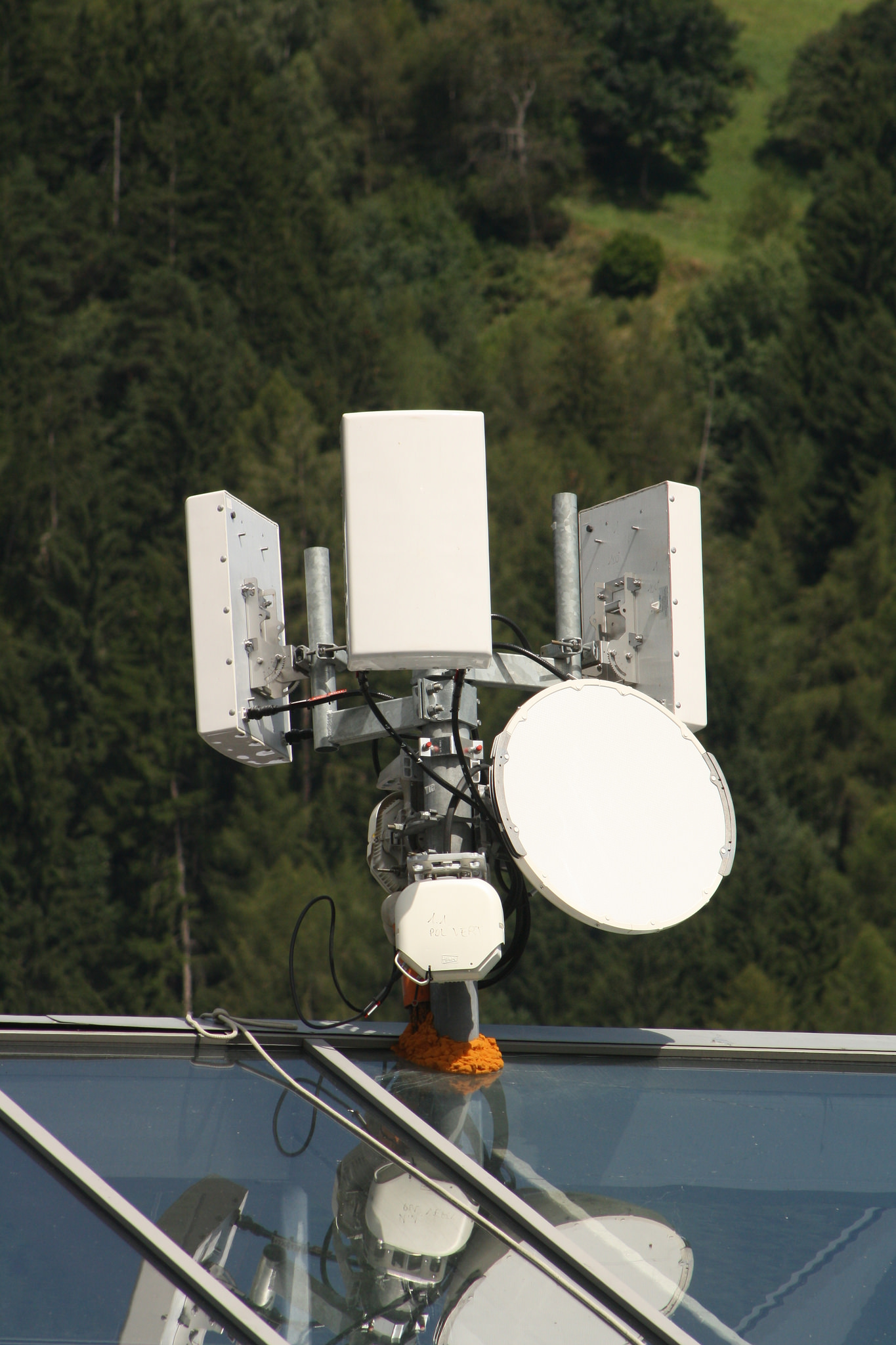
Microcell für LTE und UMTS
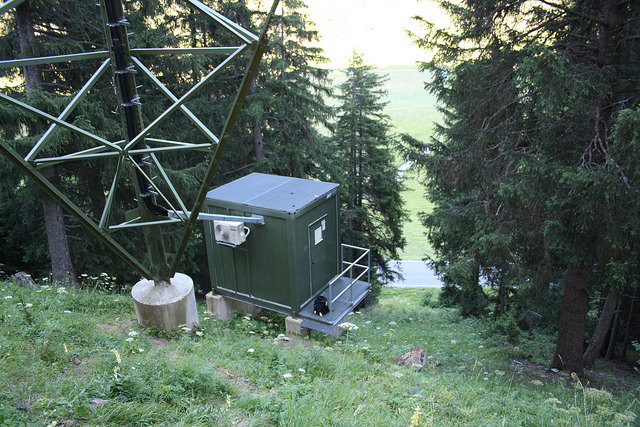
Geräte-Container
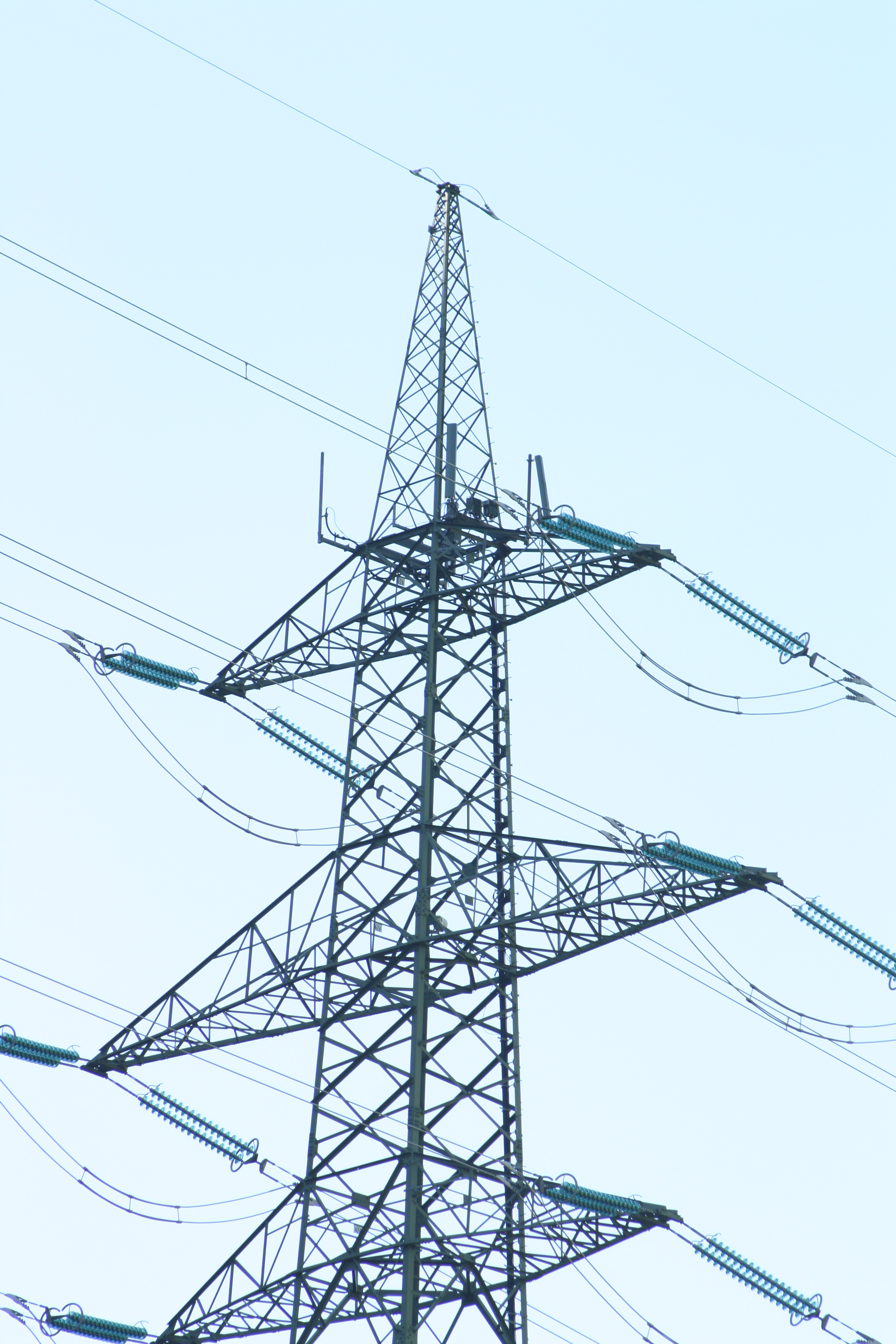
Hochspannungsmast mit Basisstation
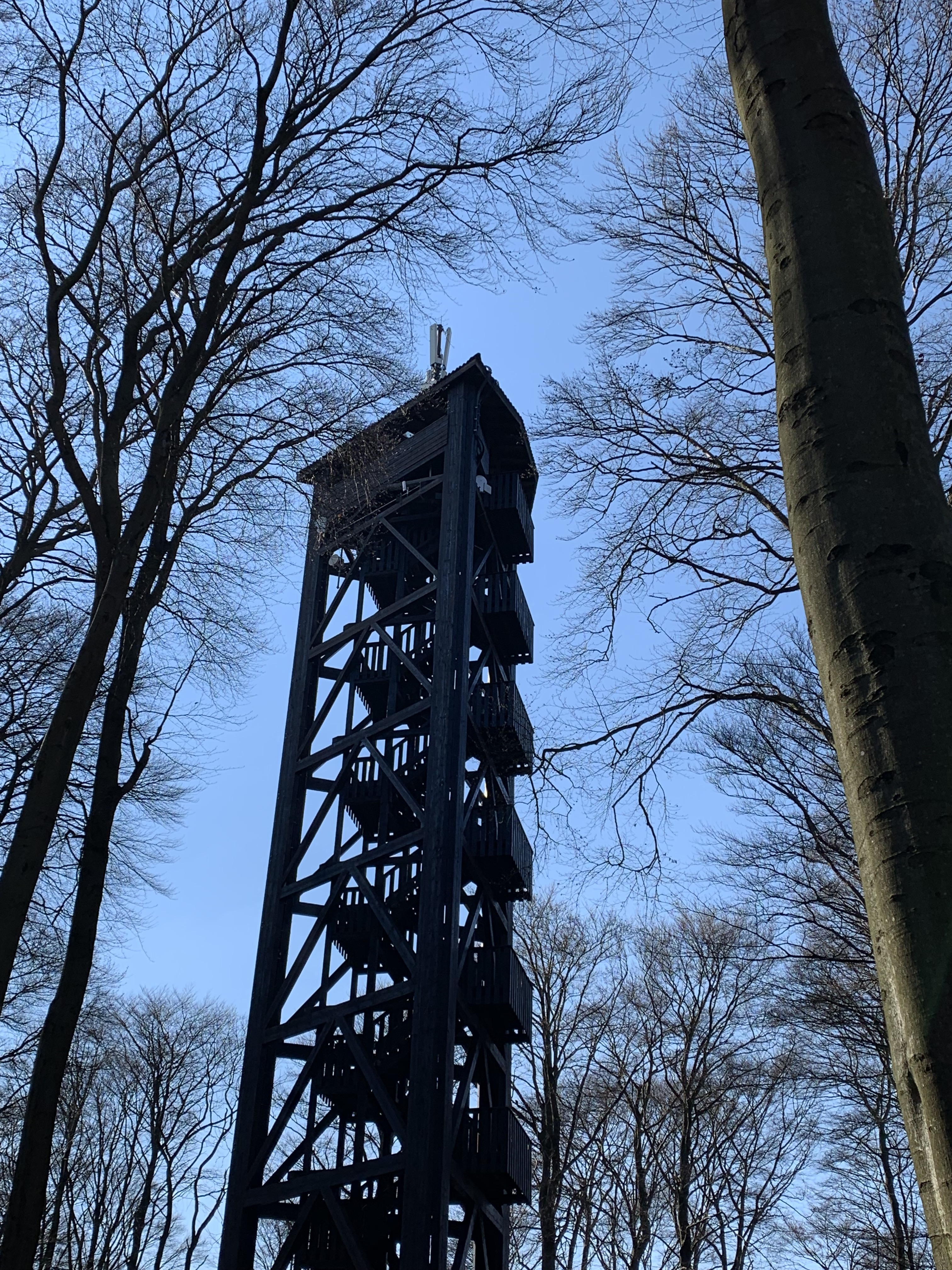
Aussichtsturm Pferdskopf mit Sendeanlagen für GSM, UMTS und LTE
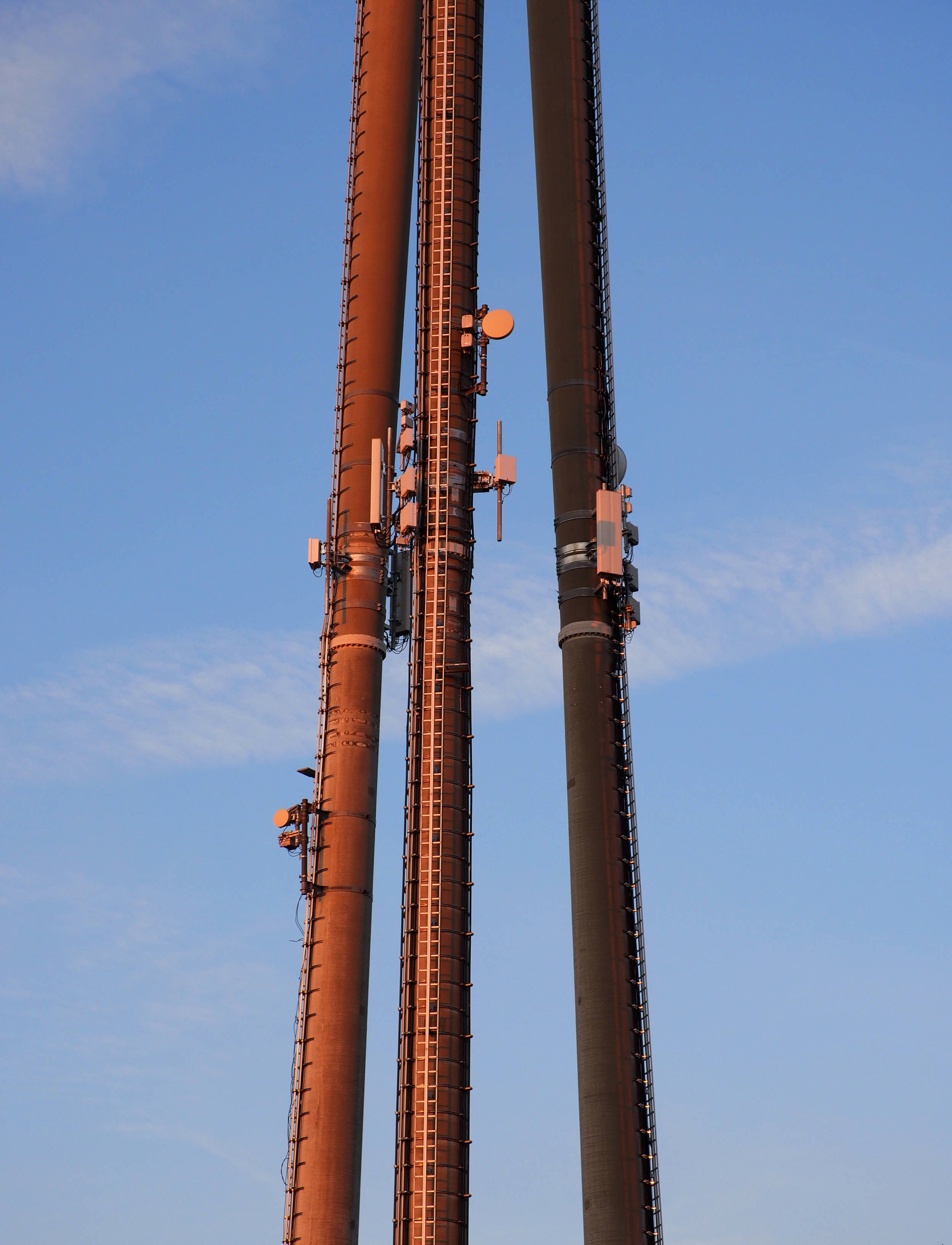
Auf halber Höhe an einem Funkturm

### Kritik
Kritik wird an der wachsenden Anzahl der Masten und am Bild der Masten in der Landschaft geübt. Weiterhin wird die erhöhte Radiowellen-Intensität in der Umgebung (elektromagnetische Umweltverträglichkeit) kritisiert.
Abgesehen davon, dass sich durch erhöhte Dichte der Basisstationen die Sendeleistung des Mobiltelefones am Ohr verringert, wird die Funkwellen-Energiedichte der Mobilfunk-Basisstationen im Vergleich zu den Mobiltelefonen selbst und auch im Vergleich mit anderen Quellen oft dramatischer eingeschätzt als sie ist: während Mobiltelefone anhand der im Körper absorbierten Funkwellen beurteilt werden (Grenzwert 2 Watt pro Kilogramm Körpergewebe), ist bei Funksendeanlagen wie Mobilfunk-Basisstationen die Leistungsflussdichte am Aufenthaltsort von Menschen maßgeblich. Sie beträgt je nach Sendefrequenz 4,5 bis 10 Watt pro Quadratmeter. Sie sind vom Basisgrenzwert für die Bevölkerung von 0,08 Watt pro Kilogramm Körpergewebe abgeleitet. In der Stadt Regensburg wurde im Zusammenhang mit dem Mobilfunknetz-Ausbau Prognosen zur Ausschöpfung der Grenzwerte an verschiedenen Standorten vorgenommen, hierbei werden an verschiedenen Orten (Schulen, Kinderheime etc.) bis zu 15,2 % der erlaubten Grenzwerte erreicht bzw. nach Ausbau erwartet.
Je nach Gesetzeslage hat die Politik mehr oder weniger Rechte, regulierend einzugreifen. In Österreich hat die Politik vom Baulichen oder im Landschaftsschutz relativ wenig Eingriffsmöglichkeiten, deshalb wollte das Bundesland Niederösterreich ab 2006 eine sogenannte Handymastensteuer einführen. Die Abgabe wurde allerdings nach einer Einigung mit den österreichischen Netzbetreibern noch vor ihrer erstmaligen Anwendung wieder abgeschafft.

### Sabotage
Im Herbst 2016 wurden in einem Teil der Steiermark an 20 Basisstationen Kabel durchtrennt und Flugwarnleuchten beschädigt. Im Dezember wurde ein 23-Jähriger Verdächtiger festgenommen, der sich wegen schwerer Sachbeschädigung an kritischer Infrastruktur und Störung der Luftverkehrssicherheit verantworten muss.
Im Jahr 2020 kam es in mehreren europäischen Ländern vermehrt zu Brandstiftungen an Mobilfunkmasten. Offenbar sind diese von Verschwörungstheorien motiviert, die von einem Zusammenhang des 5G-Ausbaus mit der Covid-19-Pandemie ausgehen.